# The Storm
The Storm ist das fünfte Studioalbum der deutschen Power-Metal-Band Voice. Es erschien am 20. Oktober 2017 über das Label Massacre Records und markierte das Comeback der Band nach einer 14-jährigen Veröffentlichungspause.

## Hintergrund und Stil
Nach der Veröffentlichung von Soulhunter im Jahr 2003 legte Voice eine längere Pause ein. Mit The Storm kehrte die Band 2017 zurück und präsentierte ein Album, das melodischen Power Metal mit modernen Elementen kombiniert. Die Produktion übernahmen Thommy Neuhierl, Mirko Hofmann und die Band selbst. Das Album wurde im Horus Sound Studio in Hannover aufgenommen und von Mika Jussila im Finnvox Studio in Helsinki gemastert. Das Cover-Artwork stammt von Augusto Peixoto.

## Titelliste
1. The Storm – 5:07
2. Stronger Than Steel – 4:35
3. Go Down In Flames – 4:37
4. Business Roulette – 5:09
5. Dance On The Razor Blade – 5:40
6. The Golden Savior – 4:58
7. Your Number Is Up – 5:14
8. Kingdom Of Heaven – 4:40
9. When Night Falls – 5:35
10. Into Darkness – 4:09
11. Soldiers Of Glory – 5:19
12. Out In The Cold – 4:28

## Rezeption
The Storm erhielt überwiegend positive Kritiken. Das österreichische Magazin Stormbringer lobte die starken Melodien und die Gesangsleistung von Oliver Glas und vergab 4 von 5 Punkten. Metal Temple bezeichnete das Album als "bestes neues Power-Metal-Album des Jahres 2017" und hob die Mischung aus klassischen und modernen Elementen hervor. Auch Metal.it betonte die gelungene Rückkehr der Band und die Qualität der zweiten Albumhälfte.

## Produktion
- Produziert von Thommy Neuhierl, Mirko Hofmann und Voice
- Aufnahme und Mischung: Mirko Hofmann im Horus Sound Studio, Hannover
- Mastering: Mika Jussila im Finnvox Studio, Helsinki
- Cover-Artwork: Augusto Peixoto